# Riccardo Muti
Riccardo Muti, född 28 juli 1941 i Molfetta i Apulien, Italien, är en italiensk dirigent. Han var chefsdirigent vid La Scala i Milano 1986–2005 och Philadelphia Orchestra 1980–1992. Han var chefsdirigent för Chicago Symphony Orchestra 2010–2023.

## Priser och utmärkelser
- 1981 – Hedersmedlem av Royal Academy of Music
- 2000 –  Kommendör av 1 klass av Brittiska imperieorden
- 2003 – Hedersdoktor vid Barcelonas universitet
- 2005 – Utländsk ledamot av Kungliga Musikaliska Akademien[1]
- 2011 – Birgit Nilsson-priset, världens största musikpris på en miljon US-dollar[2]
- 2010 –  Kommendör av Hederslegionen
- 2011 – Prinsessan av Asturiens pris